# KZ-Außenlager Bäumenheim
Das KZ-Außenlager Bäumenheim war ab Sommer 1944 eines der 169 Außenlager des Konzentrationslagers Dachau. Mehr als 500 KZ-Häftlinge mussten hier für die Messerschmitt AG in der Rüstungsindustrie arbeiten.

## Zwangsarbeit für Messerschmitt

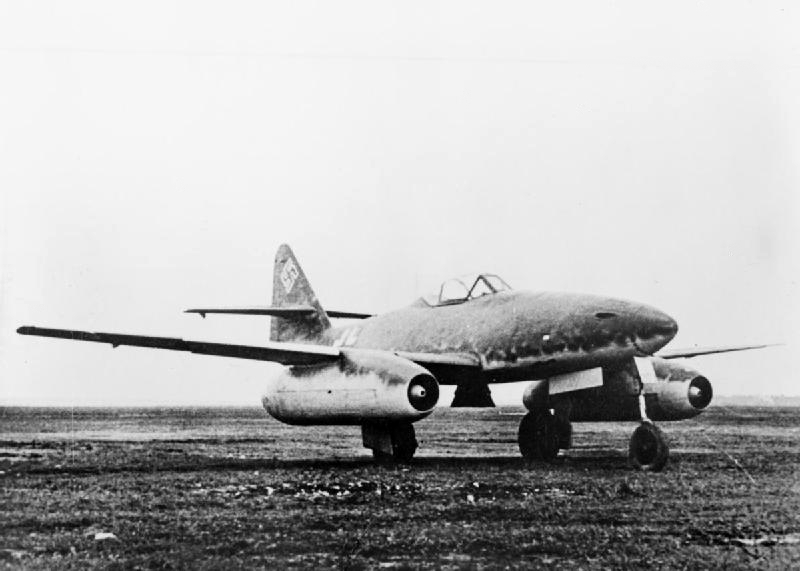
Für solche Messerschmitt Me 262 mussten KZ-Häftlinge in Bäumenheim Teile produzieren (Foto: um 1945, Imperial War Museums).

Das KZ-Außenlager ist in den Quellen erstmals am 1. August 1944 erwähnt. Die Gefangenen waren auf dem Gelände der damaligen Firma Dechentreiter (später Fendt & Agco) in Bäumenheim nahe der Bahnlinie in einem Ziegelrohbau untergebracht, der mit Stacheldraht eingezäunt und einem Wachturm an der Hauptstraße gesichert war. Im Erdgeschoss befanden sich Küche und Lager, darüber die Schlafräume. Es grenzte direkt an die Produktionsstätte wie auch an das Gebäude der SS-Wachmannschaft, bestehend aus 50 Männern von SS und Wehrmacht unter dem Lagerführer Rossbach. Verwaltet wurde das Lager vom KZ-Außenlager Augsburg-Pfersee.
In 12-Stunden-Schichten mussten die KZ-Häftlinge Zwangsarbeit für die Messerschmitt AG leisten und auf 3500 m² beschlagnahmter Firmenfläche Tragflächenteile für das Strahlflugzeug Me 262 produzieren, etliche von ihnen waren ausgebildete Handwerker. Der SS-Oberscharführer Karl Fuhrmann schrieb im Januar 1945 über die Bedingungen im Lager: „Die Anzüge der Häftlinge sind zum Teil sehr abgerissen, die Versorgung mit Leibwäsche äußerst ungenügend, so dass eine wirksame Bekämpfung der Läuseplage nicht in Betracht gezogen werden kann. Es fehlt an Reservewäsche. […] Verlauste Häftlinge zur Zt. 50 %.“ Zwei Monate später war das Lager nach Angaben Lagerarztes Hans Eisele „100 % verlaust“.
Mehrere KZ-Häftlinge starben an Nahrungsmangel, Krankheiten durch unhygienische Unterbringung und Entkräftung, zum Teil direkt im Lager, zum Teil nach Deportation der Kranken in andere Lager. Betriebs- und OT-Leitung interessierten sich nicht für das Schicksal der Gefangenen, wie der Hinweis in einer Rücküberstellungsliste an das KZ Dachau zeigt: „auf Veranlassung der Messerschmittwerke zurücküberstellt.“
Von September 1944 bis Februar 1945 wurden mindestens 94 weitere Gefangene an das KZ-Außenlager Bäumenheim überstellt.

## Luftangriff März 1945
Bereits 1944 befürchteten der Bürgermeister von Bäumenheim wie der Firmenchef von Dechentreiter, dass die Produktion für die Rüstungsindustrie Bäumenheim zu einem Ziel von Luftangriffen der Alliierten machen würde, und versuchten dies abzuwenden, zumal es kaum Keller, geschweige denn Bunker gab. Am Nachmittag des 19. März 1945 flogen die Alliierten einen Luftangriff auf die Messerschmitt-Rüstungsfabrik, mit 700 Spreng- und tausenden Brandbomben. Durch ungünstige Windverhältnisse wurde die Fabrik nicht getroffen, dagegen die Hälfte der Wohnhäuser. 93 Einwohner und etwa 70 bis 80 KZ-Häftlinge starben, es gab viele Verletzte.
Die etwa 300 noch arbeitsfähigen KZ-Häftlinge mussten danach die Maschinen abbauen.

## Räumung des Lagers im April 1945
Am 3. April 1945 waren noch 518 Gefangene im KZ-Außenlager Bäumenheim registriert. Anfang desselben Monats wurde es geräumt, die Gefangenen mit der Bahn nach Landsberg zum KZ-Außenlagerkomplex Kaufering transportiert, von dort zu Fuß weiter in einem Todesmarsch zum KZ Dachau, wo die Überlebenden befreit wurden.

## Aufarbeitung und Gedenken
Die Toten wurden auf dem Friedhof von Bäumenheim bestattet. Später wurden sie exhumiert und die sterblichen Überreste auf den KZ-Friedhof Dachau-Leitenberg umgebettet. Ein Gedenkstein auf dem Friedhof erinnert an sie und trägt die Inschrift:
KZ Außenstelle

Männerlager

1.8.1944–25.4.1945
Juristische Folgen hatte der Betrieb des KZ-Außenlagers für die Verantwortlichen nicht. Die bundesdeutsche Justiz ermittelte ab 1969 nur kurz und eröffnete kein Verfahren.

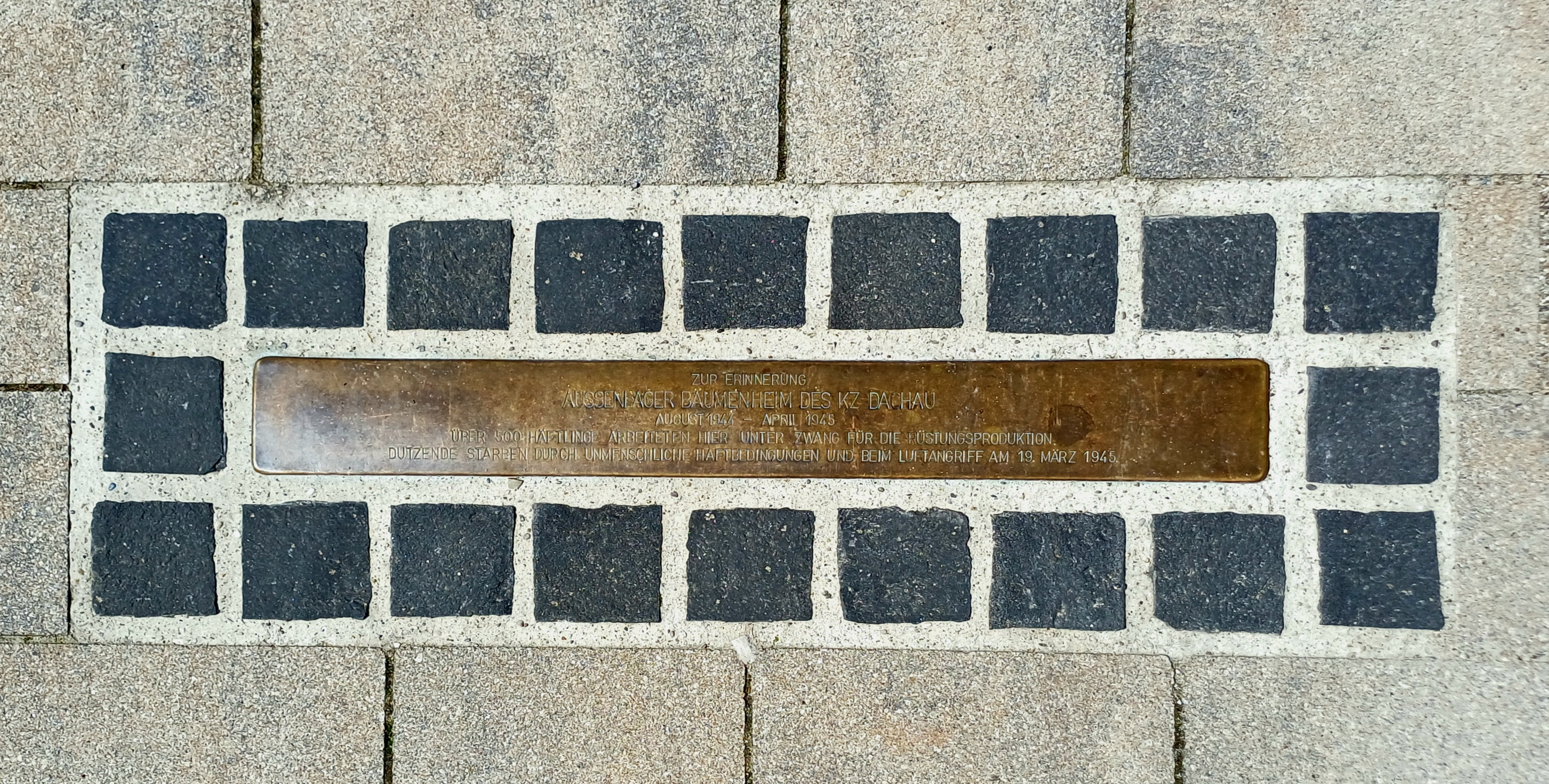
Stolperschwelle KZ-Außenlager Bäumenheim

Ein Mahnmal gibt es nicht. Am 25. Juni 2022 wurde in Asbach-Bäumenheim zur Erinnerung eine „Stolperschwelle“ ⊙ hinter dem Marktplatz in den Fußweg am Steglesgraben eingelassen. Sie trägt die Inschrift: „Über 500 Häftlinge arbeiteten hier unter Zwang für die Rüstungsproduktion. Dutzende starben durch unmenschliche Haftbedingungen und beim Bombenangriff am 19. März 1945.“